# Zosterops
Zosterops – rodzaj ptaków z rodziny szlarników (Zosteropidae).

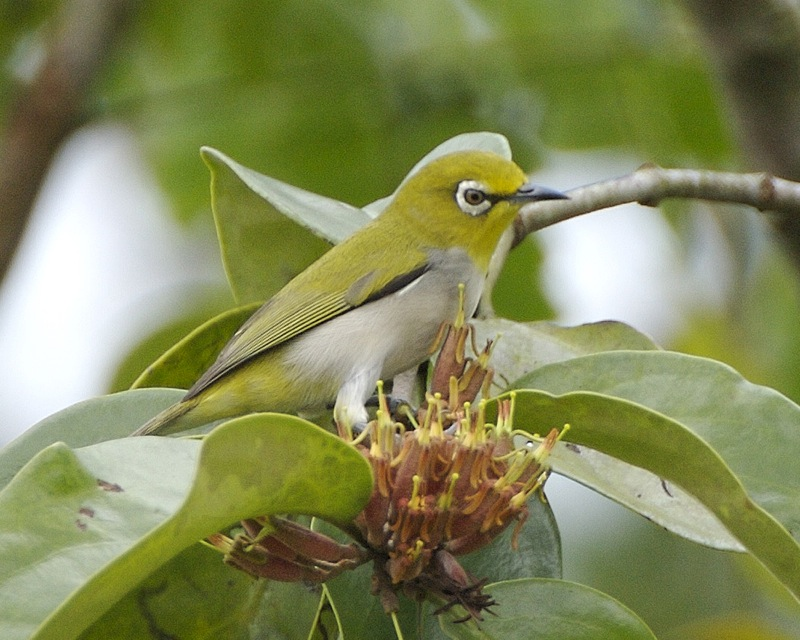
Szlarnik indyjski (Z. palpebrosus)

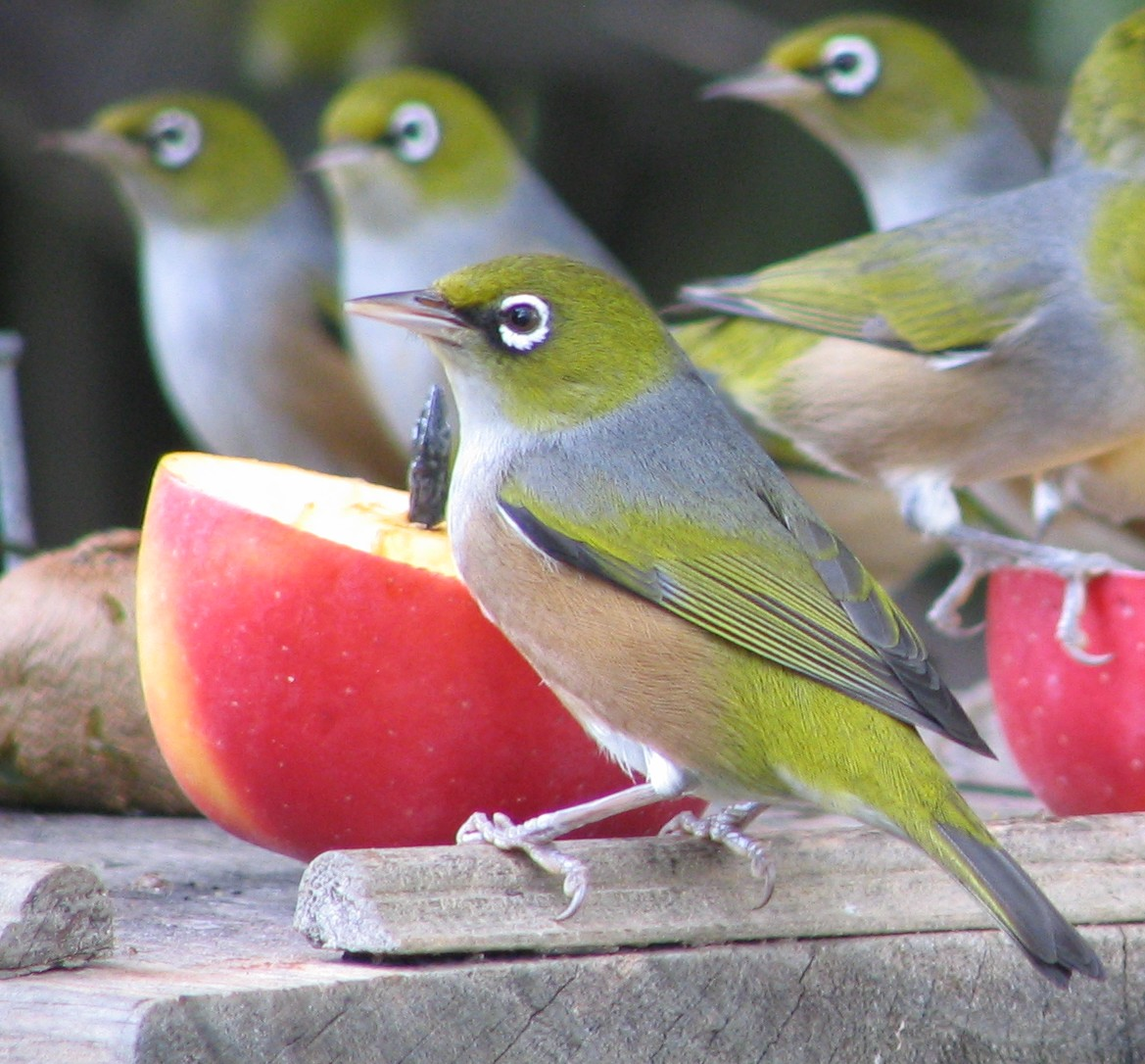
Szlarnik rdzawoboczny (Z. lateralis)

## Rozmieszczenie geograficzne
Rodzaj obejmuje gatunki występujące w Afryce, Azji, Australii i Oceanii.

## Morfologia
Długość ciała 9,5–16 cm; masa ciała 5,6–37 g.

## Systematyka
Rodzaj zdefiniowała w 1827 roku para brytyjskich zoologów (Irlandczyk Nicholas Aylward Vigors i Anglik Thomas Horsfield) w artykule poświęconym australijskim ptakom z kolekcji Towarzystwa Linneuszowskiego, opublikowanym w czasopiśmie „Transactions of the Linnean Society of London”. Gatunkiem typowym jest (późniejsze oznaczenie) szlarnik malgaski (Z. maderaspatanus).

### Etymologia
- Zosterops (Fosterops): gr. ζωστηρ zōstēr, ζωστηρος zōstēros ‘pas’; ωψ ōps, ωπος ōpos ‘oko’[19].
- Speirops: gr. σπειρα speira ‘okrąg’; ωψ ōps, ωπος ōpos ‘oko’[20]. Gatunek typowy (oznaczenie monotypowe): Zosterops lugubris Hartlaub, 1848.
- Cyclopterops: gr. κυκλος kuklos ‘okrąg’; πτερον pteron ‘pióro’; ωψ ōps, ωπος ōpos ‘oko’[21]. Gatunek typowy (oznaczenie monotypowe): Dicaeum chloronothos Vieillot, 1817.
- Malacirops: gr. μαλακιον malakion ‘naszyjnik’; ωψ ōps, ωπος ōpos ‘oko’[22]. Gatunek typowy (oznaczenie monotypowe): Motacilla borbonica J.R. Forster, 1781.
- Oreosterops (Orosterops, Oreozosterops): gr. ορος oros, ορεος oreos ‘góra’; rodzaj Zosterops Vigors & Horsfield, 1826 (szlarnik)[23]. Gatunek typowy (oznaczenie monotypowe): Z[osterops]. montana Bonaparte, 1850.
- Parinia: nowołac. parinus ‘jak sikora’, od łac. parus ‘sikora’[24]. Gatunek typowy (oznaczenie monotypowe): Parinia leucophaea Hartlaub, 1857.
- Zosteropisylvia: zbitka wyrazowa nazw rodzajów: Zosterops Vigors & Horsfield, 1826 (szlarnik) oraz Sylvia Scopoli, 1769 (pokrzewka)[25]. Gatunek typowy (oznaczenie monotypowe): Zosteropisylvia icterovirens Heuglin, 1867 (= Zosterops senegalensis Bonaparte, 1850).
- Tephras: gr. σπειρα speira ‘okrąg, zwój’; ωψ ōps, ωπος ōpos ‘oko’[26]. Gatunek typowy (oznaczenie monotypowe): Tephras finschii Hartlaub, 1868 (= Zosterops lugubris Hartlaub, 1848).
- Chlorocharis: gr. χλωρος khlōros ‘zielony’; χαρις kharis, χαριτος kharitos ‘wdzięk, piękno’, od χαιρω khairō ‘cieszyć się’[27]. Gatunek typowy (oryginalne oznaczenie): Chlorocharis emiliae Sharpe, 1888.
- Woodfordia: Charles Morris Woodford (1853–1927), brytyjski przyrodnik[28]. Gatunek typowy (oznaczenie monotypowe): Woodfordia superciliosa North, 1906.
- Nesozosterops: gr. νησος nēsos ‘wyspa’ (tj. Lord Howe); rodzaj Zosterops Vigors & Horsfield, 1826 (szlarnik)[29]. Gatunek typowy (późniejsze oznaczenie): Zosterops strenuus Gould, 1855[30].
- Luteozosterops: łac. luteus „szafranowo-żółty”, od lutum ‘szafran’; rodzaj Zosterops Vigors & Horsfield, 1826 (szlarnik)[31]. Gatunek typowy (oryginalne oznaczenie): Zosterops albiventris cairncrossi Mathews, 1916 (= Z[osterops]. citrinella Bonaparte, 1850).
- Sanfordia: dr Leonard Cutler Sanford (1868–1950), amerykański zoolog[32]. Gatunek typowy (oryginalne oznaczenie): Sanfordia lacertosus Murphy & Mathews, 1929.

### Podział systematyczny
Do rodzaju należą następujące gatunki:

- Zosterops ceylonensis Holdsworth, 1872 – szlarnik cejloński
- Zosterops flavus (Horsfield, 1821) – szlarnik żółty
- Zosterops mouroniensis A. Milne-Edwards & Oustalet, 1885 – szlarnik kraterowy
- Zosterops borbonicus (J.R. Forster, 1781) – szlarnik białorzytny
- Zosterops mauritianus (J.F. Gmelin, 1789) – szlarnik popielaty
- Zosterops olivaceus (Linnaeus, 1766) – szlarnik krzywodzioby
- Zosterops chloronothos (Vieillot, 1817) – szlarnik maurytyjski
- Zosterops semiflavus E. Newton, 1867 – szlarnik złotobrewy – takson wymarły
- Zosterops palpebrosus (Temminck, 1824) – szlarnik indyjski
- Zosterops socotranus Neumann, 1908 – szlarnik sokotrzański
- Zosterops abyssinicus Guérin-Méneville, 1843 – szlarnik sawannowy
- Zosterops stuhlmanni Reichenow, 1892 – szlarnik zielonkawy
- Zosterops brunneus (Salvadori, 1903) – szlarnik brunatny
- Zosterops stenocricotus Reichenow, 1892 – szlarnik kameruński
- Zosterops kikuyuensis Sharpe, 1891 – szlarnik żółtolicy
- Zosterops senegalensis Bonaparte, 1850 – szlarnik senegalski
- Zosterops kaffensis Neumann, 1902 – szlarnik etiopski
- Zosterops poliogastrus von Heuglin, 1861 – szlarnik białooki
- Zosterops melanocephalus G.R. Gray, 1862 – szlarnik czarnołbisty
- Zosterops eurycricotus G.A. Fischer & Reichenow, 1884 – szlarnik tanzański
- Zosterops ficedulinus Hartlaub, 1866 – szlarnik zatokowy
- Zosterops feae Salvadori, 1901 – szlarnik malowany
- Zosterops griseovirescens Bocage, 1893 – szlarnik szaro-zielony
- Zosterops leucophaeus (Hartlaub, 1857) – szlarnik srebrny
- Zosterops lugubris Hartlaub, 1848 – szlarnik żałobny
- Zosterops flavilateralis Reichenow, 1892 – szlarnik krępy
- Zosterops mbuluensis W.L. Sclater & Moreau, 1935 – szlarnik wulkaniczny
- Zosterops modestus E. Newton, 1867 – szlarnik seszelski
- Zosterops maderaspatanus (Linnaeus, 1766) – szlarnik malgaski
- Zosterops vaughani Bannerman, 1924 – szlarnik pembański
- Zosterops silvanus Peters & Loveridge, 1935 – szlarnik ciemnobrzuchy
- Zosterops virens Sundevall, 1850 – szlarnik przylądkowy
- Zosterops pallidus Swainson, 1838 – szlarnik blady
- Zosterops kasaicus Chapin, 1932 – szlarnik angolski
- Zosterops winifredae W.L. Sclater, 1934 – szlarnik bagienny
- Zosterops anderssoni Shelley, 1892 – szlarnik zielonoboczny
- Zosterops semperi Hartlaub, 1868 – szlarnik oliwkowy
- Zosterops nigrorum Tweeddale, 1878 – szlarnik złotawy
- Zosterops everetti Tweeddale, 1878 – szlarnik szaroboczny
- Zosterops emiliae (Sharpe, 1888) – szlarnik żółtodzioby
- Zosterops minutus E.L. Layard, 1878 – szlarnik mrówczy
- Zosterops atricapilla Salvadori, 1879 – szlarnik czarnogłowy
- Zosterops erythropleurus Swinhoe, 1863 – szlarnik syberyjski
- Zosterops simplex Swinhoe, 1861 – szlarnik chiński
- Zosterops japonicus Temminck & Schlegel, 1845 – szlarnik japoński
- Zosterops meyeni Bonaparte, 1850 – szlarnik nizinny
- Zosterops montanus Bonaparte, 1850 – szlarnik górski
- Zosterops natalis Lister, 1889 – szlarnik szarouchy
- Zosterops somadikartai Indrawan, Rasmussen & Sunarto, 2008 – szlarnik maskowy
- Zosterops nehrkorni W. Blasius, 1888 – szlarnik jasnodzioby
- Zosterops atrifrons Wallace, 1864 – szlarnik czarnoczelny
- Zosterops consobrinorum A.B. Meyer, 1904 – szlarnik jasnobrzuchy
- Zosterops meratusensis Irham, Haryoko, Shakya, Mitchell, Burner, Bocos, Eaton, Rheindt, Suparno, Sheldon & Prawiradilaga, 2022 – szlarnik borneański
- Zosterops chloris Bonaparte, 1850 – szlarnik cytrynowy
- Zosterops flavissimus E. Hartert, 1903 – szlarnik floreski
- Zosterops melanurus Hartlaub, 1865 – szlarnik sundajski
- Zosterops luteus Gould, 1843 – szlarnik australijski
- Zosterops stalkeri Ogilvie-Grant, 1910 – szlarnik seramski
- Zosterops buruensis Salvadori, 1878 – szlarnik szafranowy
- Zosterops dehaani van Bemmel, 1939 – szlarnik ciemnouchy
- Zosterops atriceps G.R. Gray, 1861 – szlarnik ciemnołbisty
- Zosterops kuehni E. Hartert, 1906 – szlarnik cytrynowogardły
- Zosterops minor A.B. Meyer, 1874 – szlarnik ubogi
- Zosterops meeki E. Hartert, 1898 – szlarnik białogardły
- Zosterops mysorensis A.B. Meyer, 1874 – szlarnik szarobrzuchy
- Zosterops anomalus A.B. Meyer & Wiglesworth, 1896 – szlarnik czarnooki
- Zosterops citrinella Bonaparte, 1850 – szlarnik jasny
- Zosterops conspicillatus (von Kittlitz, 1833) – szlarnik pacyficzny
- Zosterops hypolais Hartlaub & Finsch, 1872 – szlarnik zielonawy
- Zosterops oleagineus Hartlaub & Finsch, 1872 – szlarnik jasnonogi
- Zosterops cinereus (von Kittlitz, 1832) – szlarnik szary
- Zosterops hypoxanthus Salvadori, 1881 – szlarnik melanezyjski
- Zosterops gibbsi Dutson, 2008 – szlarnik długodzioby
- Zosterops fuscicapilla Salvadori, 1876 – szlarnik okopcony
- Zosterops xanthochroa G.R. Gray, 1859 – szlarnik zielonogrzbiety
- Zosterops novaeguineae Salvadori, 1878 – szlarnik nowogwinejski
- Zosterops albogularis Gould, 1837 – szlarnik białopierśny – takson wymarły[34]
- Zosterops paruhbesar Irham, Prawiradilaga, Menner, O’Connell, Kelly, Analuddin, Karya, Meads, Marples & Rheindt, 2023 – szlarnik żółtokantarowy
- Zosterops murphyi E. Hartert, 1929 – szlarnik pustelniczy
- Zosterops griseotinctus G.R. Gray, 1858 – szlarnik papuaski
- Zosterops rotensis Taka-Tsukasa & Yamashina, 1931 – szlarnik żółtawy
- Zosterops rendovae Tristram, 1882 – szlarnik koralowy
- Zosterops oblitus E. Hartert, 1929 – szlarnik szarogardły
- Zosterops hamlini Murphy, 1929 – szlarnik zielonogardły
- Zosterops metcalfii Tristram, 1894 – szlarnik archipelagowy
- Zosterops stresemanni Mayr, 1931 – szlarnik atolowy
- Zosterops vellalavella E. Hartert, 1908 – szlarnik pręgowany
- Zosterops luteirostris E. Hartert, 1904 – szlarnik złotodzioby
- Zosterops kulambangrae Rothschild & E. Hartert, 1901 – szlarnik nadobny
- Zosterops splendidus E. Hartert, 1929 – szlarnik szlachetny
- Zosterops tetiparius Murphy, 1929 – szlarnik rajski
- Zosterops lateralis (Latham, 1801) – szlarnik rdzawoboczny
- Zosterops grayi Wallace, 1864 – szlarnik perłowy
- Zosterops uropygialis Salvadori, 1874 – szlarnik złotobrzuchy
- Zosterops sanctaecrucis Tristram, 1894 – szlarnik jednobarwny
- Zosterops lacertosus (Murphy & Mathews, 1929) – szlarnik masywny
- Zosterops superciliosus (North, 1906) – szlarnik gołooki
- Zosterops flavifrons (J.F. Gmelin, 1789) – szlarnik żółtoczelny
- Zosterops explorator E.L. Layard, 1875 – szlarnik krótkosterny
- Zosterops samoensis Murphy & Mathews, 1929 – szlarnik samoański
- Zosterops tenuirostris Gould, 1837 – szlarnik cienkodzioby
- Zosterops rennellianus Murphy, 1929 – szlarnik samotny
- Zosterops strenuus Gould, 1855 – szlarnik wyspowy – takson wymarły, wymarły najpewniej po 1918[35]
- Zosterops inornatus E.L. Layard, 1878 – szlarnik skromny